# Siroheme

Estructura del grupo siroheme

Un grupo siroheme (o sirohemo) es un grupo prostético de la familia de los grupos heme que es utilizado por algunas enzimas para conseguir la transferencia de seis electrones necesaria para la reducción del azufre y del nitrógeno.

## Biosíntesis
El grupo siroheme se sintetiza a partir del uroporfirinógeno III, y de un precursor de la vitamina B12.

## Papel biológico
Este grupo prostético desempeña un papel fundamental en las vías de asimilación del azufre convirtiendo el sulfito a la forma biológicamente aprovechable que es el sulfuro, el cual posteriormente puede ser incorporado al metabolismo por medio del aminoácido homocisteína.